# Les Nuits pianistiques
Le Festival international Les Nuits pianistiques est un festival de musique classique créé en 1993 et qui a lieu chaque été à Aix-en-Provence (également dans la Communauté du Pays d'Aix et à Marseille).

## Historique
Créé en 1993 par le pianiste Michel Bourdoncle, le festival a pour but premier de promouvoir, sur la région aixoise, une série de concerts autour du piano,,,.
Il vise également à faire découvrir de jeunes pianistes de la région, lauréats de l'Académie pianistique internationale,.
De nombreux artistes à la renommée internationale viennent s'y produire (récital ; musique de chambre ; soliste avec orchestre),.

## Liste des directeurs
- Depuis 1993  : Michel Bourdoncle

## Lieux des représentations
- Aix-en-Provence[1]
- Communauté du Pays d'Aix
- Marseille